# Laurent Gloaguen
Pour les articles homonymes, voir Gloaguen.
Laurent Gloaguen (prononcé Gloaguin), dit Le capitaine, né le 13 juillet 1966 à Paris, est un blogueur francophone établi à Montréal, Canada. Selon Le Monde, en 2006, il fait partie des « 15 blogueurs leaders d'opinion sur la toile ».
Impliqué dans les médias gays, il est photographe à l'hebdomadaire Gai Pied en 1985. Devenu professionnel du Web, il crée le site du magazine Têtu en 1996. Il a été pendant 15 ans le directeur des nouvelles technologies à l'agence de communication Cosmic Communication jusqu'en 2007.
Il contribue à la promotion des Standards du Web, notamment aux côtés de Tristan Nitot, en participant, par exemple, aux conférences "Paris Web".
Il blogue actuellement sur Navire.net (auparavant sur Navire.net, puis Embruns.net, pour revenir au domaine d'origine) où il donne son opinion tant sur les nouvelles technologies, l'actualité, la politique ou la blogosphère, que sur des sujets plus personnels. Embruns reçoit jusqu'à 5 000 visiteurs par jour.
Il fédère autour de lui une communauté de blogueurs et commentateurs relativement importante, ce qui a abouti notamment au succès de la rencontre mensuelle de blogueurs Paris Carnet, au lancement de laquelle il a participé en 2003. On lui doit des articles théoriques sur la blogosphère et sur la francisation du vocabulaire du blog, comme le "lexicoblogue".